# World Games 2025/Frisbee
Bei den World Games 2025 in Chengdu wurden vom 8. bis 16. August 2 Turniere im Frisbeesport ausgetragen. Beide Wettbewerbe waren Mixedwettkämpfe. Neben Ultimate wurde auch erstmals in der Variante Discgolf gespielt. Der Austragungsort für Discgolf war der Guixi Park. Ultimate wurde auf dem Leichtathletikfeld am Sancha Lake Campus der Chengdu Sport University gespielt.

## Bilanz

### Medaillenspiegel
| Platz  | Land               | Gold | Silber | Bronze | Gesamt |
| ------ | ------------------ | ---- | ------ | ------ | ------ |
| 1      | Vereinigte Staaten | 2    | –      | –      | 2      |
| 2      | Finnland           | –    | 1      | –      | 1      |
| 2      | Kanada             | –    | 1      | –      | 1      |
| 4      | Frankreich         | –    | –      | 1      | 1      |
| 4      | Lettland           | –    | –      | 1      | 1      |
| Gesamt | Gesamt             | 2    | 2      | 2      | 6      |

### Medaillengewinner
| Disziplin           | Gold | Silber | Bronze |
| ------------------- | --- | --- | --- |
| Discgolf Mixed-Team | Vereinigte StaatenGannon Buhr Missy Gannon | FinnlandNestori Tuhkanen Eveliina Salonen | LettlandRainers Balodis Elizabete Peksena |
| Ultimate Mixed-Team | Vereinigte StaatenKaela Mae Helton Kameryn Groom Grant Lindsley Carolyn Finney Raphael Hayes Anna Thompson Dylan Freechild Christopher Kocher Dawn Culton Henry Ing Claire Trop Claire Chastain Michael Ing Marques Brownlee | KanadaMolly Wedge Thomas Edmonds Gagandeep S. Chatha Anouchka Beaudry Sarah Beth Jacobsohn Lauren Kimura Martin-Léo Savoie-Gallant Malcolm Eric Bryson Brittney dos Santos Malik Auger-Semmar Mark Lloyd Florence Dionne Mika Anne Kurahashi Quinn Snider | FrankreichSimon Ruelle Gaël Ancelin Tifaine Latchy Paul Benvegnen Elliot Bonnet Camille Blanc Lison Bornot Sacha Poitte-Sokolsky Chloé Ollivier Salomé Raulet Chloé-Léa Vallet Léo Stanguennec Sullivan Roblet Zoé Forget |

## Qualifikation
Die Qualifikation für die Frisbeesportevents basiert auf der Weltrangliste der WFDF. Insgesamt qualifizierten sich sechzehn Nationen für das Discgolf- und acht für das Ultimateturnier.
| Qualifikationswettkampf | Ort                 | Datum               | Anzahl Teams        | Qualifizierte Nationen |
| Discgolf – 16 Teams     | Discgolf – 16 Teams | Discgolf – 16 Teams | Discgolf – 16 Teams | Discgolf – 16 Teams |
| ----------------------- | ------------------- | ------------------- | ------------------- | --- |
| Ausrichter              | —                   | —                   | 1                   | China |
| WFDF Weltrangliste      | —                   | —                   | 15                  | Australien Österreich Kanada Tschechien Estland Finnland Frankreich Deutschland Großbritannien Japan Lettland Litauen a Norwegen Slowakei Vereinigte Staaten |
| Ultimate – 8 Teams      |                     |                     |                     | |
| Ausrichter              | —                   | —                   | 1                   | China |
| WFDF Weltrangliste      | —                   | —                   | 7                   | Australien Kanada Kolumbien Frankreich Deutschland Japan Vereinigte Staaten                                                                                  |

## Discgolf

### Teams
Als Mixed-Team besteht das Team jeder Nation aus jeweils einem Athleten, welcher normalerweise in der MPO-Division (mixed-pro-open) spielt, und einer Athletin, welche normalerweise in der FPO-Division (women's-pro-open) spielt. Eine Auswechselung von Athleten während des Turniers ist nicht vorgesehen.
| Team               | Athleten           | Athleten                  |
|                    | MPO                | FPO                       |
| ------------------ | ------------------ | ------------------------- |
| Australien         | Blake Houston      | Cassie Sweetten           |
| Österreich         | Stanislaus Amann   | Raphaela Narath           |
| Kanada             | Thomas Gilbert     | Sofia Donnecke            |
| China              | ChenFei Zhao       | Yanwen Ma                 |
| Tschechien         | Petr Striegler     | Kristyna Jurcikova        |
| Estland            | Silver Lätt        | Kristin Lätt              |
| Finnland           | Nestori Tuhkanen   | Eveliina Salonen          |
| Frankreich         | Dorian Legendre    | Maria Buitrago            |
| Deutschland        | Timo Hartmann      | Weibke Jahn               |
| Großbritannien     | Ben Holding        | Rachel Turton             |
| Japan              | Manabu Kajiyama    | Rika Tsukamoto            |
| Lettland           | Rainers Balodis    | Elizabete Peksena         |
| Litauen            | Gabrielius Gricius | Miret Jurgeleviciut       |
| Norwegen           | Oyvind Jarnes      | Anniken Kristiansen Steen |
| Slowakei           | Thomas Mozola      | Katarina Bodova           |
| Vereinigte Staaten | Gannon Buhr        | Missy Gannon              |

### Modus
Das Discgolfturnier wird als Alternate-Shot-Doppel in der Lochspielvariante der PDGA gespielt. Sie ist vergleichbar mit dem Foursome des Ballsports Golf. Hier werfen die Spieler eines Teams abwechselnd, bis sie die Bahn beenden. Es ist außerdem möglich, dem Gegner Würfe oder Bahnen zuzugestehen. Jeder Spieler muss mindestens an neun von 18 Bahnen abwerfen, diese sind zwar frei wählbar, müssen jedoch vor Spielbeginn festgelegt werden. Für jede gewonnene Bahn, d. h. sie wurde in weniger Würfen beendet als der Gegner, gibt es einen Punkt. Für unentschiedene Bahnen gibt es einen halben Punkt. Führt ein Team mit mehr Punkten, als noch Bahnen zu spielen sind, gewinnen sie das Spiel.
Zunächst wird eine Gruppenphase in vier Gruppen mit jeweils vier Teams gespielt. Spiele in der Gruppenphase können unentschieden enden. Die besten beiden Teams der Gruppe spielen dann in einer Finalrunde um den Titel. Die beiden letztplatzierten Teams in eine Platzierungsrunde um die Plätze 9–16. Endet ein Spiel in der Final- oder Platzierungsrunde unentschieden, kommt es zu einem Stechen an der Bahn 16 (danach 17, 18 und wieder 16) bis ein Sieger feststeht.

### Ergebnisse

#### Gruppenphase
Aufgrund der Hitze in China wurden die Runden in der Gruppenphase kurzfristig auf 12 Bahnen anstatt der ursprünglich geplanten 18 Bahnen verkürzt.

##### Gruppe A
| Rang | Team           | Spiele | S | U | N | Punkte | Qualifikation      |
| ---- | -------------- | ------ | - | - | - | ------ | ------------------ |
| 1    | Estland        | 3      | 2 | 1 | 0 | 5      | Viertelfinale      |
| 2    | Großbritannien | 3      | 2 | 0 | 1 | 4      | Viertelfinale      |
| 3    | Österreich     | 3      | 1 | 1 | 1 | 3      | Platzierungsspiele |
| 4    | China          | 3      | 0 | 0 | 3 | 0      | Platzierungsspiele |

|                           | Ergebnis                 |                          |
| 8. August 2025, 8:30 Uhr  | 8. August 2025, 8:30 Uhr | 8. August 2025, 8:30 Uhr |
| ------------------------- | ------------------------ | ------------------------ |
| Estland                   | 4 & 3                    | Großbritannien           |
| Österreich                | 1 Up                     | China                    |
| 8. August 2025, 14:00Uhr  |                          |                          |
| Estland                   | 5 & 4                    | China                    |
| Österreich                | 2 Up                     | Großbritannien           |
| 8. August 2025, 16:30 Uhr |                          |                          |
| Estland                   | ½ – ½                    | Österreich               |
| Großbritannien            | 3 & 2                    | China                    |

##### Gruppe B
| Rang | Team       | Spiele | S | U | N | Punkte | Qualifikation      |
| ---- | ---------- | ------ | - | - | - | ------ | ------------------ |
| 1    | Kanada     | 3      | 2 | 1 | 0 | 5      | Viertelfinale      |
| 2    | Norwegen   | 3      | 2 | 1 | 0 | 5      | Viertelfinale      |
| 3    | Litauen    | 3      | 0 | 1 | 2 | 1      | Platzierungsspiele |
| 4    | Australien | 3      | 0 | 1 | 2 | 1      | Platzierungsspiele |

|                           | Ergebnis                 |                          |
| 8. August 2025, 8:30 Uhr  | 8. August 2025, 8:30 Uhr | 8. August 2025, 8:30 Uhr |
| ------------------------- | ------------------------ | ------------------------ |
| Kanada                    | ½ – ½                    | Norwegen                 |
| Australien                | ½ – ½                    | Litauen                  |
| 8. August 2025, 14:00Uhr  |                          |                          |
| Kanada                    | 5 & 4                    | Litauen                  |
| Australien                | 5 & 4                    | Norwegen                 |
| 8. August 2025, 16:30 Uhr |                          |                          |
| Kanada                    | 2 & 1                    | Australien               |
| Norwegen                  | 3 & 2                    | Litauen                  |

Stechen
| Stechen um Gruppenplatz 1 | Stechen um Gruppenplatz 1 | Stechen um Gruppenplatz 1 | Stechen um Gruppenplatz 1 | Stechen um Gruppenplatz 1 |
| 8. August 2025, 18:30 Uhr | 8. August 2025, 18:30 Uhr | 8. August 2025, 18:30 Uhr | 8. August 2025, 18:30 Uhr | 8. August 2025, 18:30 Uhr |
| Bahn                      | 16                        | 17                        | 18                        | Resultat                  |
| ------------------------- | ------------------------- | ------------------------- | ------------------------- | ------------------------- |
| Norwegen                  | 3                         | 3                         | —                         |                           |
| Kanada                    | 3                         | 2                         | —                         | 1 Up                      |

| Stechen um Gruppenplatz 3 | Stechen um Gruppenplatz 3 | Stechen um Gruppenplatz 3 | Stechen um Gruppenplatz 3 | Stechen um Gruppenplatz 3 |
| 8. August 2025, 18:30 Uhr | 8. August 2025, 18:30 Uhr | 8. August 2025, 18:30 Uhr | 8. August 2025, 18:30 Uhr | 8. August 2025, 18:30 Uhr |
| Bahn                      | 16                        | 17                        | 18                        | Resultat                  |
| ------------------------- | ------------------------- | ------------------------- | ------------------------- | ------------------------- |
| Litauen                   | 3                         | —                         | —                         | 1 Up                      |
| Australien                | 4                         | —                         | —                         |                           |

##### Gruppe C
| Rang | Team         | Spiele | S | U | N | Punkte | Qualifikation      |
| ---- | ------------ | ------ | - | - | - | ------ | ------------------ |
| 1    | Finnland 1   | 3      | 2 | 0 | 1 | 4      | Viertelfinale      |
| 2    | Lettland     | 3      | 2 | 0 | 1 | 4      | Viertelfinale      |
| 3    | Frankreich 2 | 3      | 1 | 0 | 2 | 2      | Platzierungsspiele |
| 4    | Deutschland  | 3      | 1 | 0 | 2 | 2      | Platzierungsspiele |

|                           | Ergebnis                 |                          |
| 8. August 2025, 8:30 Uhr  | 8. August 2025, 8:30 Uhr | 8. August 2025, 8:30 Uhr |
| ------------------------- | ------------------------ | ------------------------ |
| Finnland                  | 1 Up                     | Frankreich               |
| Deutschland               | 1 Up                     | Lettland                 |
| 8. August 2025, 14:00Uhr  |                          |                          |
| Finnland                  | 1 Up                     | Lettland                 |
| Deutschland               | 4 & 3                    | Frankreich               |
| 8. August 2025, 16:30 Uhr |                          |                          |
| Finnland                  | 2 Up                     | Deutschland              |
| Frankreich                | 5 & 4                    | Lettland                 |

##### Gruppe D
| Rang | Team               | Spiele | S | U | N | Punkte | Qualifikation      |
| ---- | ------------------ | ------ | - | - | - | ------ | ------------------ |
| 1    | Vereinigte Staaten | 3      | 2 | 1 | 0 | 5      | Viertelfinale      |
| 2    | Tschechien         | 3      | 1 | 1 | 1 | 3      | Viertelfinale      |
| 3    | Slowakei           | 3      | 1 | 0 | 2 | 2      | Platzierungsspiele |
| 4    | Japan              | 3      | 1 | 0 | 2 | 0      | Platzierungsspiele |

|                           | Ergebnis                 |                          |
| 8. August 2025, 8:30 Uhr  | 8. August 2025, 8:30 Uhr | 8. August 2025, 8:30 Uhr |
| ------------------------- | ------------------------ | ------------------------ |
| Vereinigte Staaten        | 3 & 1                    | Japan                    |
| Tschechien                | 5 & 4                    | Slowakei                 |
| 8. August 2025, 14:00Uhr  |                          |                          |
| Vereinigte Staaten        | 2 & 1                    | Slowakei                 |
| Tschechien                | 1 Up                     | Japan                    |
| 8. August 2025, 16:30 Uhr |                          |                          |
| Vereinigte Staaten        | ½ – ½                    | Tschechien               |
| Japan                     | 3 & 2                    | Slowakei                 |

#### Finalrunde
|  | Platz 5 | Platz 5        | Platz 5 |  |  | 5–8 HF | 5–8 HF         | 5–8 HF |  |  | Viertelfinale | Viertelfinale      | Viertelfinale |  |  | Halbfinale | Halbfinale         | Halbfinale |  |  | Finale  | Finale             | Finale  |
|  |         |                |         |  |  |        |                |        |  |  |               |                    |               |  |  |            |                    |            |  |  |         |                    |         |
|  |         |                |         |  |  |        |                |        |  |  | A1            | Estland            | 3&2           |  |  |            |                    |            |  |  |         |                    |         |
|  |         |                |         |  |  |        |                |        |  |  | D2            | Tschechien         |               |  |  |            |                    |            |  |  |         |                    |         |
|  |         |                |         |  |  | D2     | Tschechien     | 3&2    |  |  |               |                    |               |  |  | A1         | Estland            |            |  |  |         |                    |         |
|  |         |                |         |  |  | A2     | Großbritannien |        |  |  |               |                    |               |  |  | D1         | Vereinigte Staaten | 3&2        |  |  |         |                    |         |
|  |         |                |         |  |  |        |                |        |  |  | D1            | Vereinigte Staaten | 7&5           |  |  |            |                    |            |  |  |         |                    |         |
|  |         |                |         |  |  |        |                |        |  |  | A2            | Großbritannien     |               |  |  |            |                    |            |  |  |         |                    |         |
|  | D2      | Tschechien     |         |  |  |        |                |        |  |  |               |                    |               |  |  |            |                    |            |  |  | D1      | Vereinigte Staaten | 5&3     |
|  | B2      | Norwegen       | 19.     |  |  |        |                |        |  |  |               |                    |               |  |  |            |                    |            |  |  | C1      | Finnland           |         |
|  |         |                |         |  |  |        |                |        |  |  | B1            | Kanada             |               |  |  |            |                    |            |  |  |         |                    |         |
|  |         |                |         |  |  |        |                |        |  |  | C2            | Lettland           | 3&2           |  |  |            |                    |            |  |  |         |                    |         |
|  |         |                |         |  |  | B1     | Kanada         |        |  |  |               |                    |               |  |  | C1         | Finnland           | 1 Up       |  |  |         |                    |         |
|  | Platz 7 | Platz 7        | Platz 7 |  |  | B2     | Norwegen       | 3&1    |  |  |               |                    |               |  |  | C2         | Lettland           |            |  |  | Platz 3 | Platz 3            | Platz 3 |
|  | A2      | Großbritannien |         |  |  |        |                |        |  |  | C1            | Finnland           | 3&2           |  |  |            |                    |            |  |  | A1      | Estland            |         |
|  | B1      | Kanada         | 21.     |  |  |        |                |        |  |  | B2            | Norwegen           |               |  |  |            |                    |            |  |  | C2      | Lettland           | 21.     |

#### Platzierungsspiele
|  | Platz 13 | Platz 13    | Platz 13 |  |  | 13–16 HF | 13–16 HF    | 13–16 HF |  |  | 9–16 VF | 9–16 VF     | 9–16 VF |  |  | 9–12 HF | 9–12 HF    | 9–12 HF |  |  | Platz 9  | Platz 9    | Platz 9  |
|  |          |             |          |  |  |          |             |          |  |  |         |             |         |  |  |         |            |         |  |  |          |            |          |
|  |          |             |          |  |  |          |             |          |  |  | A3      | Österreich  |         |  |  |         |            |         |  |  |          |            |          |
|  |          |             |          |  |  |          |             |          |  |  | D4      | Japan       | 5&3     |  |  |         |            |         |  |  |          |            |          |
|  |          |             |          |  |  | A3       | Österreich  | 2&1      |  |  |         |             |         |  |  | D4      | Japan      | 19.     |  |  |          |            |          |
|  |          |             |          |  |  | A4       | China       |          |  |  |         |             |         |  |  | D3      | Slowakei   |         |  |  |          |            |          |
|  |          |             |          |  |  |          |             |          |  |  | D3      | Slowakei    | 3&2     |  |  |         |            |         |  |  |          |            |          |
|  |          |             |          |  |  |          |             |          |  |  | A4      | China       |         |  |  |         |            |         |  |  |          |            |          |
|  | A3       | Österreich  | 22.      |  |  |          |             |          |  |  |         |             |         |  |  |         |            |         |  |  | D4       | Japan      |          |
|  | B4       | Australien  |          |  |  |          |             |          |  |  |         |             |         |  |  |         |            |         |  |  | C3       | Frankreich | 3&2      |
|  |          |             |          |  |  |          |             |          |  |  | B3      | Litauen     | 2 Up    |  |  |         |            |         |  |  |          |            |          |
|  |          |             |          |  |  |          |             |          |  |  | C4      | Deutschland |         |  |  |         |            |         |  |  |          |            |          |
|  |          |             |          |  |  | C4       | Deutschland |          |  |  |         |             |         |  |  | B3      | Litauen    |         |  |  |          |            |          |
|  | Platz 15 | Platz 15    | Platz 15 |  |  | B4       | Australien  | 2&1      |  |  |         |             |         |  |  | C3      | Frankreich | 5&3     |  |  | Platz 11 | Platz 11   | Platz 11 |
|  | A4       | China       |          |  |  |          |             |          |  |  | C3      | Frankreich  | 19.     |  |  |         |            |         |  |  | D3       | Slowakei   | 5&4      |
|  | C4       | Deutschland | 7&6      |  |  |          |             |          |  |  | B4      | Australien  |         |  |  |         |            |         |  |  | B3       | Litauen    |          |

## Ultimate

### Modus
Das Ultimateturnier wird als Mixedwettbewerb in zwei Gruppen gespielt. Innerhalb der Gruppen wird ein Jeder-gegen-jeden-Turnier gespielt. Die beiden besten Teams jeder Gruppe spielen in einem Halbfinale um den Einzug in das Finale. Die Verlierer spielen in einem Spiel um Platz 3 die Bronze-Medaille aus. Die Gruppendritten und -vierten spielen in einer Platzierungsrunde die Plätze 5–8 aus.

### Ergebnisse

#### Gruppenphase

##### Gruppe A
| Rang | Team               | Spiele | S | U | N | Score | Differenz | Punkte | Qualifikation      |
| ---- | ------------------ | ------ | - | - | - | ----- | --------- | ------ | ------------------ |
| 1    | Vereinigte Staaten | 3      | 3 | 0 | 0 | 39:26 | +13       | 3      | Viertelfinale      |
| 2    | Deutschland        | 3      | 2 | 0 | 1 | 38:30 | +8        | 2      | Viertelfinale      |
| 3    | Japan              | 3      | 1 | 0 | 2 | 30:34 | −4        | 1      | Platzierungsspiele |
| 4    | China              | 3      | 0 | 0 | 3 | 22:39 | −17       | 0      | Platzierungsspiele |

|                            | Ergebnis                   |                            |
| 12. August 2025, 10:00 Uhr | 12. August 2025, 10:00 Uhr | 12. August 2025, 10:00 Uhr |
| -------------------------- | -------------------------- | -------------------------- |
| Vereinigte Staaten         | 13:8                       | Japan                      |
| 12. August 2025, 15:30 Uhr |                            |                            |
| Deutschland                | 13:8                       | China                      |
| 13. August 2025, 10:00 Uhr |                            |                            |
| Vereinigte Staaten         | 13:12                      | Deutschland                |
| 13. August 2025, 17:30 Uhr |                            |                            |
| Japan                      | 13:8                       | China                      |
| 14. August 2025, 12:00 Uhr |                            |                            |
| Deutschland                | 13:9                       | Japan                      |
| 14. August 2025, 15:30 Uhr |                            |                            |
| Vereinigte Staaten         | 13:6                       | China                      |

##### Gruppe B
| Rang | Team       | Spiele | S | U | N | Score | Differenz | Punkte | Qualifikation      |
| ---- | ---------- | ------ | - | - | - | ----- | --------- | ------ | ------------------ |
| 1    | Kanada     | 3      | 3 | 0 | 0 | 39:27 | +12       | 3      | Viertelfinale      |
| 2    | Frankreich | 3      | 2 | 0 | 1 | 36:33 | +3        | 2      | Viertelfinale      |
| 3    | Kolumbien  | 3      | 1 | 0 | 2 | 31:32 | −1        | 1      | Platzierungsspiele |
| 4    | Australien | 3      | 0 | 0 | 3 | 25:39 | −14       | 0      | Platzierungsspiele |

|                            | Ergebnis                   |                            |
| 12. August 2025, 12:00 Uhr | 12. August 2025, 12:00 Uhr | 12. August 2025, 12:00 Uhr |
| -------------------------- | -------------------------- | -------------------------- |
| Kolumbien                  | 7:13                       | Kanada                     |
| 12. August 2025, 17:30 Uhr |                            |                            |
| Australien                 | 9:13                       | Frankreich                 |
| 13. August 2025, 12:00 Uhr |                            |                            |
| Australien                 | 7:13                       | Kolumbien                  |
| 13. August 2025, 15:30 Uhr |                            |                            |
| Frankreich                 | 11:13                      | Kanada                     |
| 14. August 2025, 10:00 Uhr |                            |                            |
| Australien                 | 9:13                       | Kanada                     |
| 14. August 2025, 17:30 Uhr |                            |                            |
| Kolumbien                  | 11:12                      | Frankreich                 |

#### Finalrunde
|  | Halbfinale                | Halbfinale                | Halbfinale                |                           |                           | Finale                    | Finale                    | Finale                    |
|  |                           |                           |                           |                           |                           |                           |                           |                           |
|  | 15. August 2025 15:30 Uhr |                           |                           |                           |                           |                           |                           |                           |
|  | B1                        | Kanada                    | 13                        |                           |                           | 16. August 2025 17:30 Uhr | 16. August 2025 17:30 Uhr | 16. August 2025 17:30 Uhr |
|  | A2                        | Deutschland               | 9                         |                           |                           |                           | Kanada                    |                           |
|  |                           |                           |                           |                           |                           |                           | Vereinigte Staaten        |                           |
|  |                           |                           |                           |                           |                           |                           |                           |                           |
|  | 15. August 2025 17:30 Uhr | 15. August 2025 17:30 Uhr | 15. August 2025 17:30 Uhr | Platz 3                   | Platz 3                   | Platz 3                   |                           |                           |
|  | A1                        | Vereinigte Staaten        | 13                        | 16. August 2025 15:30 Uhr | 16. August 2025 15:30 Uhr | 16. August 2025 15:30 Uhr |                           |                           |
|  | B2                        | Frankreich                | 9                         |                           |                           |                           | Deutschland               |                           |
|  |                           |                           |                           |                           |                           |                           | Frankreich                |                           |
|  |                           |                           |                           |                           |                           |                           |                           |                           |

#### Platzierungsrunde
|  | HF 5–8                    | HF 5–8                    | HF 5–8                    |                           |                           | Platz 5                   | Platz 5                   | Platz 5                   |
|  |                           |                           |                           |                           |                           |                           |                           |                           |
|  | 15. August 2025 10:00 Uhr |                           |                           |                           |                           |                           |                           |                           |
|  | B3                        | Kolumbien                 | 13                        |                           |                           | 16. August 2025 12:00 Uhr | 16. August 2025 12:00 Uhr | 16. August 2025 12:00 Uhr |
|  | A4                        | China                     | 9                         |                           |                           |                           | Kolumbien                 |                           |
|  |                           |                           |                           |                           |                           |                           | Australien                |                           |
|  |                           |                           |                           |                           |                           |                           |                           |                           |
|  | 15. August 2025 12:00 Uhr | 15. August 2025 12:00 Uhr | 15. August 2025 12:00 Uhr | Platz 7                   | Platz 7                   | Platz 7                   |                           |                           |
|  | A3                        | Japan                     | 10                        | 16. August 2025 10:00 Uhr | 16. August 2025 10:00 Uhr | 16. August 2025 10:00 Uhr |                           |                           |
|  | B4                        | Australien                | 13                        |                           |                           |                           | China                     |                           |
|  |                           |                           |                           |                           |                           |                           | Japan                     |                           |
|  |                           |                           |                           |                           |                           |                           |                           |                           |